# توماس براينت
توماس براينت (بالإنجليزية: Thomas Bryant)‏ (31 يوليو 1997 بروتشستر في الولايات المتحدة - ) هو لاعب كرة سلة أمريكي في مركز هجوم قوي الجسم. لعب مع إنديانا هوسيرز ‏.

## وصلات خارجية
- توماس براينت على موقع الاتحاد الدولي لكرة السلة (الإنجليزية)
- توماس براينت على موقع إن بي أي (الإنجليزية)
- توماس براينت على موقع سبورتس رفرنس (الإنجليزية)
- توماس براينت على موقع كرة السلة الأوروبية.كوم (الإنجليزية)
- توماس براينت على موقع إي إس بي إن.كوم (الإنجليزية)
- توماس براينت على موقع كلية كرة السلة في سبورتس رفرنس.كوم (الإنجليزية)
- توماس براينت على موقع ريلجم (الإنجليزية)
- توماس براينت على موقع بروبوليرز (الإنجليزية)
- توماس براينت على موقع سبورتس رفرنس (الإنجليزية)